# 少女レイ
「少女レイ」（しょうじょレイ）は、音声合成ソフト・初音ミク歌唱のVOCALOID楽曲。2018年7月18日、日本のボカロP・みきとPによって発表された。

## 概要
2018年にリリースされた夏らしい曲を集めたアルバム『EXIT TUNES PRESENTS Vocaloseasons feat.初音ミク〜Summer〜』の書き下ろし楽曲で、アルバム発売と同日の2018年7月18日にニコニコ動画上とYouTube上で公開された。
同性愛や虐めの問題を描いたテレビドラマ『人間・失格〜たとえばぼくが死んだら』（1994年放送）を題材として制作された。同作品は、主人公の少年・大場誠に対して恋愛感情を持ちながらも裏では彼を虐めていたイジメグループの少年・影山留加が、大場誠の自殺を機に後悔の念にさいなまれ続け精神破綻し、最終的には幼児退行したというストーリーとなっている。みきとPは、幼少期にこの作品を見て衝撃を受けたことから、その作中に使われていたサイモン&ガーファンクルの楽曲『冬の散歩道』が耳に残っていたと話している。『冬の散歩道』は、アコースティックギターを使った楽曲だったため、『少女レイ』のサウンドはエレキギターではなく、全てアコースティックギターを使っている。その影響もあって、『少女レイ』というタイトルにする前はみきとPの頭の中には「大場（誠）の亡霊」という言葉があったと話している。
花譜、星街すいせいなどが歌ってみた動画を出している。2019年1月3日には本人歌唱版が公開されている。2022年1月にはゲームアプリ『プロジェクトセカイ カラフルステージ! feat. 初音ミク』に収録された。
2023年11月3日の「レコードの日 2023」に、『少女レイ』の12インチシングルレコードが発売されることが決定、みきとPとしては初のアナログ化作品となる。
ミュージックビデオに登場する踏切のイラストは、島根県浜田市の山陰本線折居駅付近にある山陰街道踏切がモデルとして有力視されており、ファンによる聖地巡礼も行われている。

## 収録
- アルバム『EXIT TUNES PRESENTS Vocaloseasons feat.初音ミク〜Summer〜』[2]
- みきとPのアルバム『DAISAN WAVE』[9]
- 伊東歌詞太郎のベストアルバム『三千世界』[10]
- みきとPのオフィシャルピアノスコア『ピアノ・ソロ みきとP SONG SELECTION』[11]
- この子のフルアルバム『Inseparable』[12]
- CD『ACTORS-Singing Contest Edition- sideB』[13]
- nanaのアルバム『nana J-Pop Cover』[14]
- 宮下遊のアルバム『青に歩く』[15]
- ゲームアプリ『プロジェクトセカイ カラフルステージ! feat. 初音ミク』[6]

## 評価
- GENERATIONS from EXILE TRIBEのメンバー・小森隼は、「思った以上に爽やかな曲調であるが、歌詞の受け取り方には個人差がある」と評した[16]。
- 歌詞サイトのUtaTenでは、「爽やかな曲調と対照的にほの暗さを感じる歌詞となっている」と評している[17]。
- 2022年12月26日に発表された「ニコニコ動画アワード2022」では、当楽曲の歌ってみた動画が歌ってみた賞を受賞した[18]。

## カバー
- Poppin'Party［戸山香澄（愛美）］×倉田ましろ（進藤あまね） - ゲーム『バンドリ! ガールズバンドパーティ!』に収録（2023年4月30日追加[19]）。